# Lista över fornlämningar i Ludvika kommun
Lista över fornlämningar i Ludvika kommun är en förteckning av ett urval av de fornlämningar som finns i Ludvika kommun.

## Grangärde
| Namn                                        | Lämningstyp                      | Tillkomsttid | Historisk indelning | Plats | Läge                 | ID-nr          | Bild                                      |
| ------------------------------------------- | -------------------------------- | ------------ | ------------------- | ----- | -------------------- | -------------- | ----------------------------------------- |
| Grangärde 2:1                               | Stensättning                     |              | Grangärde, Dalarna  |       | 60.213401, 15.042451 | 10235200020001 | Ladda upp en bild av detta fornminne      |
| Grangärde 2:2                               | Stensättning                     |              | Grangärde, Dalarna  |       | 60.213332, 15.042352 | 10235200020002 | Ladda upp en bild av detta fornminne      |
| Grangärde 5:1                               | Stensättning                     |              | Grangärde, Dalarna  |       | 60.198627, 15.026824 | 10235200050001 | Ladda upp en bild av detta fornminne      |
| Grangärde 53:1                              | Plats med tradition              |              | Grangärde, Dalarna  |       | 60.224326, 14.979665 | 10235200530001 | Ladda upp en till bild av detta fornminne |
| Grangärde 62:1                              | Ristning, medeltid/historisk tid |              | Grangärde, Dalarna  |       | 60.273594, 14.925500 | 10235200620001 | Ladda upp en bild av detta fornminne      |
| Grangärde 63:1                              | Ristning, medeltid/historisk tid |              | Grangärde, Dalarna  |       | 60.275266, 14.933107 | 10235200630001 | Ladda upp en bild av detta fornminne      |
| Grangärde 64:1                              | Ristning, medeltid/historisk tid |              | Grangärde, Dalarna  |       | 60.335071, 14.977027 | 10235200640001 | Ladda upp en bild av detta fornminne      |
| Grangärde 105:1                             | Ristning, medeltid/historisk tid |              | Grangärde, Dalarna  |       | 60.310981, 15.163342 | 10235201050001 | Ladda upp en bild av detta fornminne      |
| Nammenhälla (Grangärde 107:1)               | Ristning, medeltid/historisk tid |              | Grangärde, Dalarna  |       | 60.309309, 15.108581 | 10235201070001 | Ladda upp en bild av detta fornminne      |
| Nammenhälla (Grangärde 107:2)               | Ristning, medeltid/historisk tid |              | Grangärde, Dalarna  |       | 60.308923, 15.108678 | 10235201070002 | Ladda upp en bild av detta fornminne      |
| Grabbhällan (Grangärde 108:1)               | Ristning, medeltid/historisk tid |              | Grangärde, Dalarna  |       | 60.311312, 15.102150 | 10235201080001 | Ladda upp en bild av detta fornminne      |
| Grangärde 110:1                             | Kvarn                            |              | Grangärde, Dalarna  |       | 60.306732, 15.142804 | 10235201100001 | Ladda upp en bild av detta fornminne      |
| Grangärde 114:1                             | Ristning, medeltid/historisk tid |              | Grangärde, Dalarna  |       | 60.299389, 15.109389 | 10235201140001 | Ladda upp en bild av detta fornminne      |
| Grangärde 117:1                             | Ristning, medeltid/historisk tid |              | Grangärde, Dalarna  |       | 60.315067, 15.094204 | 10235201170001 | Ladda upp en bild av detta fornminne      |
| Grangärde 121:1                             | Ristning, medeltid/historisk tid |              | Grangärde, Dalarna  |       | 60.306687, 14.982200 | 10235201210001 | Ladda upp en bild av detta fornminne      |
| Grangärde 121:2                             | Ristning, medeltid/historisk tid |              | Grangärde, Dalarna  |       | 60.306554, 14.982186 | 10235201210002 | Ladda upp en bild av detta fornminne      |
| Grangärde 121:3                             | Ristning, medeltid/historisk tid |              | Grangärde, Dalarna  |       | 60.306796, 14.982083 | 10235201210003 | Ladda upp en bild av detta fornminne      |
| Grangärde 123:1                             | Ristning, medeltid/historisk tid |              | Grangärde, Dalarna  |       | 60.329692, 15.066957 | 10235201230001 | Ladda upp en bild av detta fornminne      |
| Hölstenen (Grangärde 127:1)                 | Ristning, medeltid/historisk tid |              | Grangärde, Dalarna  |       | 60.298281, 15.007897 | 10235201270001 | Ladda upp en bild av detta fornminne      |
| Korsnäsudden (Grangärde 128:1)              | Grav- och boplatsområde          |              | Grangärde, Dalarna  |       | 60.249661, 14.998546 | 10235201280001 | Ladda upp en bild av detta fornminne      |
| Grangärde 132:1                             | Stensättning                     |              | Grangärde, Dalarna  |       | 60.261401, 15.009112 | 10235201320001 | Ladda upp en bild av detta fornminne      |
| Grangärde 132:2                             | Stensättning                     |              | Grangärde, Dalarna  |       | 60.261408, 15.009328 | 10235201320002 | Ladda upp en bild av detta fornminne      |
| Torsktjärnsberg (Grangärde 133:1)           | Fäbod                            |              | Grangärde, Dalarna  |       | 60.318690, 14.971563 | 10235201330001 | Ladda upp en bild av detta fornminne      |
| Grangärde 210:1                             | Ristning, medeltid/historisk tid |              | Grangärde, Dalarna  |       | 60.312110, 15.105244 | 10235202100001 | Ladda upp en bild av detta fornminne      |
| Rusbodarna (Grangärde 212:1)                | Fäbod                            |              | Grangärde, Dalarna  |       | 60.307695, 15.089821 | 10235202120001 | Ladda upp en bild av detta fornminne      |
| Grangärde 215:1                             | Ristning, medeltid/historisk tid |              | Grangärde, Dalarna  |       | 60.311261, 15.163958 | 10235202150001 | Ladda upp en bild av detta fornminne      |
| Täljstenen (Grangärde 217:1)                | Ristning, medeltid/historisk tid |              | Grangärde, Dalarna  |       | 60.390070, 15.059827 | 10235202170001 | Ladda upp en bild av detta fornminne      |
| Grangärde 218:1                             | Stensättning                     |              | Grangärde, Dalarna  |       | 60.298329, 15.138113 | 10235202180001 | Ladda upp en bild av detta fornminne      |
| Grangärde 220:1                             | Stensättning                     |              | Grangärde, Dalarna  |       | 60.289518, 15.161267 | 10235202200001 | Ladda upp en bild av detta fornminne      |
| Grangärde 228:1                             | Ristning, medeltid/historisk tid |              | Grangärde, Dalarna  |       | 60.337590, 15.129140 | 10235202280001 | Ladda upp en bild av detta fornminne      |
| Sågfallets fäbodar (Grangärde 231:1)        | Fäbod                            |              | Grangärde, Dalarna  |       | 60.311085, 15.016884 | 10235202310001 | Ladda upp en bild av detta fornminne      |
| Grangärde 232:1                             | Ristning, medeltid/historisk tid |              | Grangärde, Dalarna  |       | 60.337708, 15.088316 | 10235202320001 | Ladda upp en bild av detta fornminne      |
| Grangärde 234:1                             | Ristning, medeltid/historisk tid |              | Grangärde, Dalarna  |       | 60.348611, 15.087005 | 10235202340001 | Ladda upp en bild av detta fornminne      |
| Grangärde 244:1                             | Ristning, medeltid/historisk tid |              | Grangärde, Dalarna  |       | 60.282532, 15.195844 | 10235202440001 | Ladda upp en bild av detta fornminne      |
| Grangärde 248:1                             | Ristning, medeltid/historisk tid |              | Grangärde, Dalarna  |       | 60.349524, 15.040233 | 10235202480001 | Ladda upp en bild av detta fornminne      |
| Grangärde 262:1                             | Ristning, medeltid/historisk tid |              | Grangärde, Dalarna  |       | 60.226101, 14.893079 | 10235202620001 | Ladda upp en bild av detta fornminne      |
| Skiljebäcksboda (Grangärde 308:1)           | Fäbod                            |              | Grangärde, Dalarna  |       | 60.296066, 14.942830 | 10235203080001 | Ladda upp en bild av detta fornminne      |
| Fänntjärnsbodarna (Grangärde 310:1)         | Fäbod                            |              | Grangärde, Dalarna  |       | 60.328805, 14.971534 | 10235203100001 | Ladda upp en bild av detta fornminne      |
| Erik Jans Fänntjärnsbodar (Grangärde 311:1) | Fäbod                            |              | Grangärde, Dalarna  |       | 60.327862, 14.974883 | 10235203110001 | Ladda upp en bild av detta fornminne      |
| Idtjärnsbodarna (Grangärde 312:1)           | Fäbod                            |              | Grangärde, Dalarna  |       | 60.337139, 14.988930 | 10235203120001 | Ladda upp en bild av detta fornminne      |
| Idtjärnsbodarna (Grangärde 312:2)           | Fäbod                            |              | Grangärde, Dalarna  |       | 60.335909, 14.989121 | 10235203120002 | Ladda upp en bild av detta fornminne      |
| Nävbodarna (Grangärde 313:1)                | Fäbod                            |              | Grangärde, Dalarna  |       | 60.333456, 14.980386 | 10235203130001 | Ladda upp en bild av detta fornminne      |
| Lobergets fäbodar (Grangärde 314:1)         | Fäbod                            |              | Grangärde, Dalarna  |       | 60.353214, 14.987224 | 10235203140001 | Ladda upp en bild av detta fornminne      |
| Grangärde 328:1                             | Ristning, medeltid/historisk tid |              | Grangärde, Dalarna  |       | 60.245329, 14.885398 | 10235203280001 | Ladda upp en bild av detta fornminne      |
| Grangärde 329:1                             | Ristning, medeltid/historisk tid |              | Grangärde, Dalarna  |       | 60.240053, 14.889932 | 10235203290001 | Ladda upp en bild av detta fornminne      |
| Hedtjärnbodarna (Grangärde 331:1)           | Fäbod                            |              | Grangärde, Dalarna  |       | 60.241404, 14.814929 | 10235203310001 | Ladda upp en bild av detta fornminne      |
| Hedtjärnbodarna (Grangärde 331:2)           | Fäbod                            |              | Grangärde, Dalarna  |       | 60.238259, 14.816259 | 10235203310002 | Ladda upp en bild av detta fornminne      |
| Hedtjärnbodarna (Grangärde 331:3)           | Fäbod                            |              | Grangärde, Dalarna  |       | 60.237244, 14.815025 | 10235203310003 | Ladda upp en bild av detta fornminne      |
| Hedtjärnbodarna (Grangärde 331:4)           | Fäbod                            |              | Grangärde, Dalarna  |       | 60.236862, 14.819004 | 10235203310004 | Ladda upp en bild av detta fornminne      |
| Norsbodarna (Grangärde 332:1)               | Fäbod                            |              | Grangärde, Dalarna  |       | 60.246073, 14.860325 | 10235203320001 | Ladda upp en bild av detta fornminne      |
| Skillbergets fäbodar (Grangärde 333:1)      | Fäbod                            |              | Grangärde, Dalarna  |       | 60.262999, 14.832383 | 10235203330001 | Ladda upp en bild av detta fornminne      |
| Skillbergets fäbodar (Grangärde 333:2)      | Fäbod                            |              | Grangärde, Dalarna  |       | 60.263322, 14.838561 | 10235203330002 | Ladda upp en bild av detta fornminne      |
| Grangärde 357:1                             | Stensättning                     |              | Grangärde, Dalarna  |       | 60.225914, 15.017068 | 10235203570001 | Ladda upp en bild av detta fornminne      |
| Grangärde 357:2                             | Stensättning                     |              | Grangärde, Dalarna  |       | 60.226003, 15.017081 | 10235203570002 | Ladda upp en bild av detta fornminne      |
| Grangärde 384:1                             | Stensättning                     |              | Grangärde, Dalarna  |       | 60.204835, 15.019644 | 10235203840001 | Ladda upp en bild av detta fornminne      |
| Grangärde 400:1                             | Ristning, medeltid/historisk tid |              | Grangärde, Dalarna  |       | 60.361342, 15.054568 | 10235204000001 | Ladda upp en bild av detta fornminne      |
| Grangärde 417:1                             | Ristning, medeltid/historisk tid |              | Grangärde, Dalarna  |       | 60.318639, 15.037262 | 10235204170001 | Ladda upp en bild av detta fornminne      |
| Firbodarna (Grangärde 420:1)                | Fäbod                            |              | Grangärde, Dalarna  |       | 60.333541, 15.061124 | 10235204200001 | Ladda upp en bild av detta fornminne      |
| Lindbastmora (Grangärde 430:2)              | Ristning, medeltid/historisk tid |              | Grangärde, Dalarna  |       | 60.340936, 15.045390 | 10235204300002 | Ladda upp en bild av detta fornminne      |
| Grangärde 444:1                             | Ristning, medeltid/historisk tid |              | Grangärde, Dalarna  |       | 60.311233, 15.107948 | 10235204440001 | Ladda upp en bild av detta fornminne      |
| Grangärde 444:2                             | Ristning, medeltid/historisk tid |              | Grangärde, Dalarna  |       | 60.311325, 15.107974 | 10235204440002 | Ladda upp en bild av detta fornminne      |
| Grangärde 445:1                             | Ristning, medeltid/historisk tid |              | Grangärde, Dalarna  |       | 60.313132, 15.107666 | 10235204450001 | Ladda upp en bild av detta fornminne      |
| Björkåsens fäbodar (Grangärde 446:1)        | Fäbod                            |              | Grangärde, Dalarna  |       | 60.337902, 15.031488 | 10235204460001 | Ladda upp en bild av detta fornminne      |
| Igeltjärnstäppans fäbodar (Grangärde 447:1) | Fäbod                            |              | Grangärde, Dalarna  |       | 60.329960, 15.041850 | 10235204470001 | Ladda upp en bild av detta fornminne      |
| Gräsberget (Grangärde 451:1)                | Fäbod                            |              | Grangärde, Dalarna  |       | 60.299791, 14.814206 | 10235204510001 | Ladda upp en bild av detta fornminne      |
| Fröjdbergets fäbodar (Grangärde 464:3)      | Fäbod                            |              | Grangärde, Dalarna  |       | 60.298597, 14.841531 | 10235204640003 | Ladda upp en bild av detta fornminne      |
| Fröjdbergets fäbodar (Grangärde 464:4)      | Fäbod                            |              | Grangärde, Dalarna  |       | 60.295783, 14.843966 | 10235204640004 | Ladda upp en bild av detta fornminne      |
| Gasenbergets fäbodar (Grangärde 561:1)      | Fäbod                            |              | Grangärde, Dalarna  |       | 60.299120, 14.917619 | 10235205610001 | Ladda upp en bild av detta fornminne      |
| Gasenbergets fäbodar (Grangärde 561:3)      | Fäbod                            |              | Grangärde, Dalarna  |       | 60.299332, 14.924320 | 10235205610003 | Ladda upp en bild av detta fornminne      |
| Gasenbergets fäbodar (Grangärde 561:4)      | Fäbod                            |              | Grangärde, Dalarna  |       | 60.303227, 14.925045 | 10235205610004 | Ladda upp en bild av detta fornminne      |
| Frötjärnsbergets fäbodar (Grangärde 562:1)  | Fäbod                            |              | Grangärde, Dalarna  |       | 60.315899, 14.919216 | 10235205620001 | Ladda upp en bild av detta fornminne      |
| Frötjärnsbergets fäbodar (Grangärde 562:2)  | Fäbod                            |              | Grangärde, Dalarna  |       | 60.314843, 14.923053 | 10235205620002 | Ladda upp en bild av detta fornminne      |
| Frötjärnsbergets fäbodar (Grangärde 562:3)  | Fäbod                            |              | Grangärde, Dalarna  |       | 60.317877, 14.927560 | 10235205620003 | Ladda upp en bild av detta fornminne      |
| Hedmans bodar (Grangärde 566:1)             | Fäbod                            |              | Grangärde, Dalarna  |       | 60.332340, 14.987382 | 10235205660001 | Ladda upp en bild av detta fornminne      |
| Rännbackens fäbodar (Grangärde 567:5)       | Fäbod                            |              | Grangärde, Dalarna  |       | 60.282546, 14.886114 | 10235205670005 | Ladda upp en bild av detta fornminne      |
| Mellansjöbodarna (Grangärde 568:2)          | Fäbod                            |              | Grangärde, Dalarna  |       | 60.286972, 14.864345 | 10235205680002 | Ladda upp en bild av detta fornminne      |
| Mellansjöbodarna (Grangärde 568:3)          | Fäbod                            |              | Grangärde, Dalarna  |       | 60.283584, 14.863553 | 10235205680003 | Ladda upp en bild av detta fornminne      |
| Mellansjöbodarna (Grangärde 568:5)          | Fäbod                            |              | Grangärde, Dalarna  |       | 60.280729, 14.862339 | 10235205680005 | Ladda upp en bild av detta fornminne      |
| Grangärde 592:1                             | Ristning, medeltid/historisk tid |              | Grangärde, Dalarna  |       | 60.262309, 14.900799 | 10235205920001 | Ladda upp en bild av detta fornminne      |
| Grangärde 593:1                             | Kvarn                            |              | Grangärde, Dalarna  |       | 60.251071, 14.927153 | 10235205930001 | Ladda upp en bild av detta fornminne      |
| Grangärde 606:1                             | Kvarn                            |              | Grangärde, Dalarna  |       | 60.312500, 15.024977 | 10235206060001 | Ladda upp en bild av detta fornminne      |
| Kastberget (Grangärde 607:1)                | Ristning, medeltid/historisk tid |              | Grangärde, Dalarna  |       | 60.314107, 15.031674 | 10235206070001 | Ladda upp en bild av detta fornminne      |
| Grangärde 623:2                             | Hällristning                     |              | Grangärde, Dalarna  |       | 60.285621, 15.069389 | 10235206230002 | Ladda upp en bild av detta fornminne      |
| Grangärde 644:1                             | Hällristning                     |              | Grangärde, Dalarna  |       | 60.335602, 15.102901 | 10235206440001 | Ladda upp en bild av detta fornminne      |
| Grangärde 674:1                             | Ristning, medeltid/historisk tid |              | Grangärde, Dalarna  |       | 60.221134, 14.893963 | 10235206740001 | Ladda upp en bild av detta fornminne      |
| Mårtens holme (Grangärde 693:1)             | Stensättning                     |              | Grangärde, Dalarna  |       | 60.052918, 14.918437 | 10235206930001 | Ladda upp en bild av detta fornminne      |
| Fagerlids fäbodar (Grangärde 724:1)         | Fäbod                            |              | Grangärde, Dalarna  |       | 60.290118, 15.102513 | 10235207240001 | Ladda upp en bild av detta fornminne      |
| Skillerhällen (Grangärde 730:1)             | Ristning, medeltid/historisk tid |              | Grangärde, Dalarna  |       | 60.308697, 15.084402 | 10235207300001 | Ladda upp en bild av detta fornminne      |
| Skillerhällen (Grangärde 730:2)             | Ristning, medeltid/historisk tid |              | Grangärde, Dalarna  |       | 60.308799, 15.084355 | 10235207300002 | Ladda upp en bild av detta fornminne      |
| Skillerhällen (Grangärde 730:3)             | Ristning, medeltid/historisk tid |              | Grangärde, Dalarna  |       | 60.309022, 15.084225 | 10235207300003 | Ladda upp en bild av detta fornminne      |
| Skillerhällen (Grangärde 730:4)             | Ristning, medeltid/historisk tid |              | Grangärde, Dalarna  |       | 60.309296, 15.084059 | 10235207300004 | Ladda upp en bild av detta fornminne      |
| Skillerhällen (Grangärde 730:5)             | Ristning, medeltid/historisk tid |              | Grangärde, Dalarna  |       | 60.308488, 15.084444 | 10235207300005 | Ladda upp en bild av detta fornminne      |
| Grangärde 732:1                             | Ristning, medeltid/historisk tid |              | Grangärde, Dalarna  |       | 60.313904, 15.107635 | 10235207320001 | Ladda upp en bild av detta fornminne      |
| Grangärde 760                               | Husgrund, historisk tid          |              | Grangärde, Dalarna  |       | 60.283261, 14.717596 | 12000000025546 | Ladda upp en bild av detta fornminne      |
| Grangärde 762                               | Husgrund, historisk tid          |              | Grangärde, Dalarna  |       | 60.281357, 14.713140 | 12000000025548 | Ladda upp en bild av detta fornminne      |
| Grangärde 776                               | Husgrund, historisk tid          |              | Grangärde, Dalarna  |       | 60.285384, 14.709480 | 12000000025642 | Ladda upp en bild av detta fornminne      |
| Grangärde 813                               | Ristning, medeltid/historisk tid |              | Grangärde, Dalarna  |       | 60.122292, 14.744291 | 12000000075185 | Ladda upp en bild av detta fornminne      |

## Ludvika
| Namn                         | Lämningstyp                      | Tillkomsttid | Historisk indelning | Plats | Läge                 | ID-nr          | Bild                                      |
| ---------------------------- | -------------------------------- | ------------ | ------------------- | ----- | -------------------- | -------------- | ----------------------------------------- |
| Ludvika 16:1                 | Minnesmärke                      |              | Ludvika, Dalarna    |       | 60.152832, 15.188999 | 10236300160001 | Ladda upp en till bild av detta fornminne |
| Ludvika 31:1                 | Stensättning                     |              | Ludvika, Dalarna    |       | 60.105528, 15.192958 | 10236300310001 | Ladda upp en bild av detta fornminne      |
| Jättkastudden (Ludvika 41:1) | Röse                             |              | Ludvika, Dalarna    |       | 60.198810, 15.074245 | 10236300410001 | Ladda upp en bild av detta fornminne      |
| Ludvika 104:1                | Stensättning                     |              | Ludvika, Dalarna    |       | 60.160954, 15.201505 | 10236301040001 | Ladda upp en bild av detta fornminne      |
| Ludvika 307:1                | Ristning, medeltid/historisk tid |              | Ludvika, Dalarna    |       | 60.217633, 15.237740 | 10236303070001 | Ladda upp en bild av detta fornminne      |

## Säfsnäs
| Namn                  | Lämningstyp             | Tillkomsttid | Historisk indelning | Plats | Läge                 | ID-nr          | Bild                                 |
| --------------------- | ----------------------- | ------------ | ------------------- | ----- | -------------------- | -------------- | ------------------------------------ |
| Finnön (Säfsnäs 13:1) | Begravningsplats        |              | Säfsnäs, Dalarna    |       | 60.052155, 14.468673 | 10238200130001 | Ladda upp en bild av detta fornminne |
| Säfsnäs 109           | Husgrund, historisk tid |              | Säfsnäs, Dalarna    |       | 60.185157, 14.429961 | 12000000128831 | Ladda upp en bild av detta fornminne |
| Säfsnäs 112           | Lägenhetsbebyggelse     |              | Säfsnäs, Dalarna    |       | 60.182552, 14.431156 | 12000000128849 | Ladda upp en bild av detta fornminne |